# Vindelev Sogn
Vindelev Sogn er et sogn i Vejle Provsti (Haderslev Stift).
I 1800-tallet var Vindelev Sogn anneks til Kollerup Sogn. Til trods for at Kollerup hørte til Tørrild Herred og Vindelev hørte til Nørvang Herred – begge i Vejle Amt – var de tilsammen en sognekommune. Ved kommunalreformen i 1970 blev Kollerup-Vindelev sognekommune indlemmet i Jelling Kommune, der ved strukturreformen i 2007 indgik i Vejle Kommune.
I Vindelev Sogn ligger Vindelev Kirke.
I sognet findes følgende autoriserede stednavne:
- Feldmose (bebyggelse)
- Fløjstrup (bebyggelse, ejerlav)
- Vindelev (bebyggelse, ejerlav)